# أمين طريف
الشيخ أمين طريف (1898 - 1993) كان قاضي دين وشيخ درزي لهُ مكانة عالية عند الدروز، ولد في قرية جولس في الجليل الغربي في فلسطين حيث كان الابن الأصغر، بعد إنهائه للدراسة الإبتدائية في مدرسة تابعة للجمعية الروسية الملكية عاد إلى قريته جوليس قبل أن يغادرها في سنة 1911 متوجهاً إلى لبنان لدراسة الأسس الدينية بتعمق.

## نشأته
نشأ الشيخ أمين طريف في عائلة مُتدينة وله ثلاثة أخوة وهو أصغرهم، والده الشيخ محمد طريف القائد الروحي لطائفة الموحدون الدروز حتى عام 1928 وقد كان طريف متعلقاً بالدين منذ نشأته حيث أنّه أنهى دراسة رسائل الحكمة قبل بلوغه العقد الثاني

## تعليمه
تلقى تعليمه الإبتدائي في قرية الرامة في مدرسة خاصة وغادرها بعد أن أنهى الصف الرابع حيث يُعتبر الصف الأخير في المدرسة ليتوجه بعدها في حوالي 1911 إلى خلوات البياضة في لبنان لدارسة الدين والتعمق به وفي سنة 1918 توج تعليمه في لبنان بتسليمه العمامة المكولسة حيث أن تسليمها يعتبر من أرفع التقديرات الدينية عند الدروز، عاد بعدها إلى مسقط رأسة ليعيش حياة الزهد والتصوف.

## قيادته للطائفة الدرزية
تولى الشيخ أمين طريف الرئاسة الروحية لطائفة الموحدين الدروز في 21 مارس 1928 بعد وفاة والده الشيخ محمد طريف ومنذ توليه وضع برنامجاً للتوعية الدينية في المناطق الدرزية وقام بجولات في الكثير من المناطق في سوريا ولبنان وفلسطين بهدف الإرشاد والوعظ وتنشيط حركة الدين بين أبناء الطائفة، مع مرور الوقت تحولت هذه الزيارات لجولات دورية كانت تأخذ طابع المناسبات الرسمية بالنسبة لأبناء المنطقة التي يزورها.

## أعماله
قام بترميم وتصليح المقامات المقدسة للطائفه الدرزية، أهمها مقام النبي شعيب في حطين ومقام الخضر في كفر ياسيف ومقام سبلان في حرفيش، وسعى لتنظيم أحوال الطائفة حيث تبنى في سنة 1961 قانون الأحوال الشخصية للدروز في لبنان. وفي سنة 1962 صادقت الهيئة التشريعية في إسرائيل وفقا لمطالبه على قانون المحاكم الدينية العربية الدرزية، وبذلك أصبحت طائفة الموحدون العرب الدروز، طائفة مستقلة كباقي الطوائف في البلاد.
في 1964/4/25 استطاع تثبيت ملكية الطائفة لمقام النبي شعيب في حطين.
في سنة 1990, افتتح خلوه واسعة الأرجاء في البياضة الزاهرة التي سعى إلى بنائها لتكون مأوى للشباب المتدينين من الدروز الذين يقصدون إلى تلك المنطقة للعبادة والتنزّة والتي أطلق عليها اسم خلوة الصفدية

## وفاته

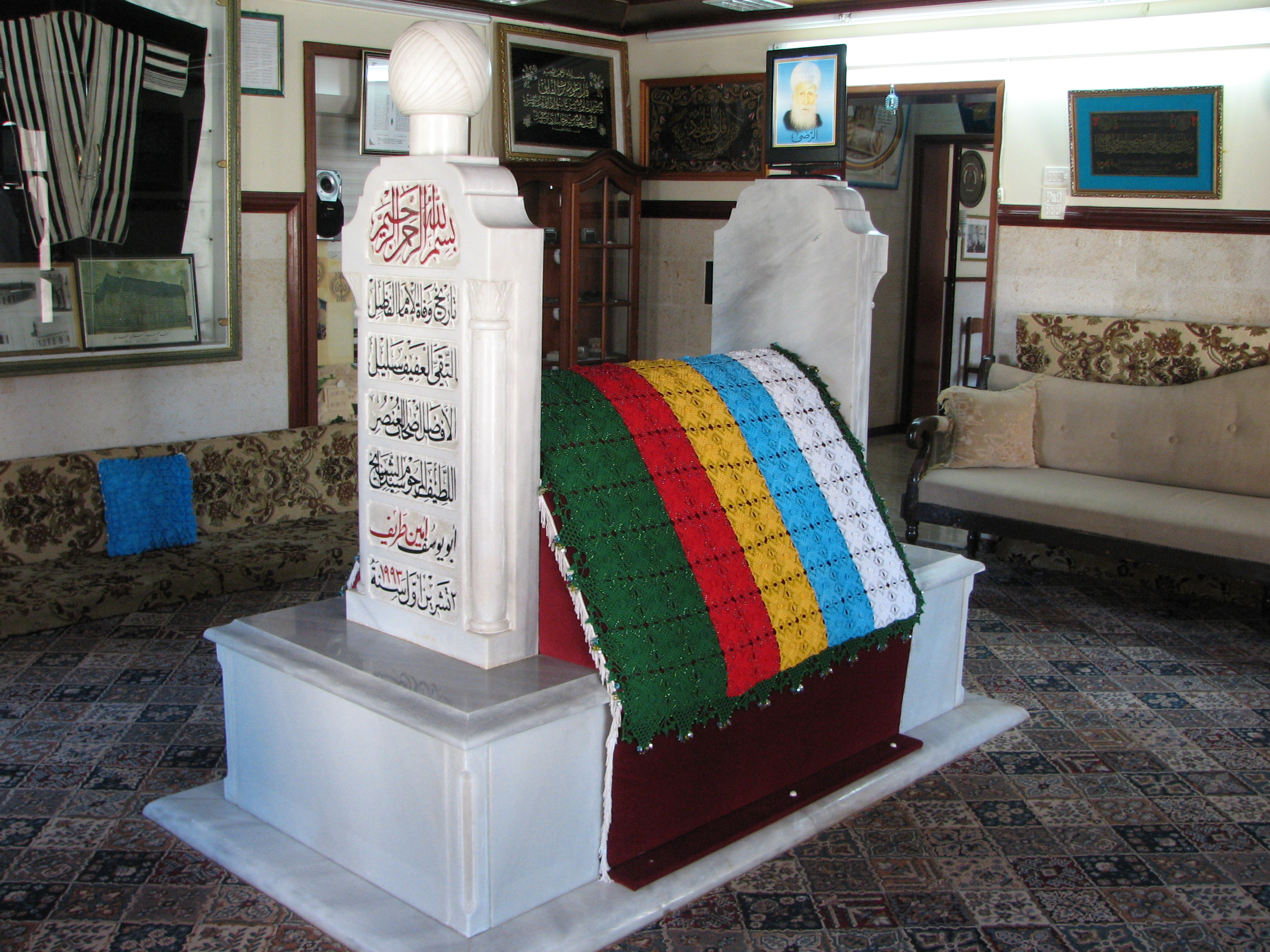
مقام الشيخ أمين طريف في جولس في فلسطين المحتلة

توفي الشيخ أمين طريف في 2 أكتوبر من العام 1993 في فلسطين المحتلة.